# UFC on FX: Alves vs. Kampmann
UFC on FX: Alves vs. Kampmann (también conocido como UFC on FX 2) fue un evento de artes marciales mixtas celebrado por Ultimate Fighting Championship el 3 de marzo de 2012 en el  Allphones Arena, en Sídney, Australia.

## Historia
UFC on FX: Alves vs. Kampmann fue el evento número 200 de la promoción.
Esta fue la tercera cartelera de la organización que se celebró en Australia y la segunda televisada en FX. La venta de entradas para el evento fue más lenta que las de los dos anteriores eventos de UFC en el mismo país, UFC 110 y UFC 127. Estos eventos registraron récords en venta de entradas, con UFC 110 logrando el segundo sell-out más rápido en la historia de la promoción y UFC 127 igualando el más veloz (30 minutos). UFC en FX: Alves vs. Kampmann fue el más exitoso "Fight Night" en la historia de la compañía en términos de taquilla.
El evento fue importante porque en él tomaron lugar las primeras peleas de peso mosca en la historia de la compañía. Estas consistieron en  las semifinales del campeonato de la categoría, que eventualmente coronó al campeón de la división.

Jared Hamman esperaba hacer frente a Kyle Noke en este evento, pero se retiró de la pelea debido a una lesión. Noke fue emparejado con el debutante en UFC Andrew Craig.
Robbie Peralta iba a pelear por segunda vez con Mackens Semerzier en la cartelera, pero se retiró de la pelea debido a una lesión. Semerzier, en su lugar, se enfrentó con Daniel Pineda.

## Llaves del campeonato de peso mosca
|  | Semifinales UFC on FX 2/UFC on FX 3 | Semifinales UFC on FX 2/UFC on FX 3 | Semifinales UFC on FX 2/UFC on FX 3 |                    |                  | Final UFC 152    | Final UFC 152 | Final UFC 152 |  |
|  |                                     |                                     |                                     |                    |                  |                  |               |               |  |
|  |                                     |                                     |                                     |                    |                  |                  |               |               |  |
|  | Joseph Benavidez                    | Joseph Benavidez                    | TKO                                 |                    |                  |                  |               |               |  |
|  | Joseph Benavidez                    | Joseph Benavidez                    | TKO                                 |                    |                  |                  |               |               |  |
|  | Yasuhiro Urushitani                 | Yasuhiro Urushitani                 | 2                                   |                    |                  |                  |               |               |  |
|  | Yasuhiro Urushitani                 | Yasuhiro Urushitani                 | 2                                   |                    | Joseph Benavidez | Joseph Benavidez | DD            |               |  |
|  |                                     |                                     |                                     |                    | Joseph Benavidez | Joseph Benavidez | DD            |               |  |
|  |                                     |                                     | Demetrious Johnson                  | Demetrious Johnson | 5                |                  |               |               |  |
|  | Demetrious Johnson1                 | Demetrious Johnson1                 | Demetrious Johnson                  | Demetrious Johnson | 5                | DU               |               |               |  |
|  | Demetrious Johnson1                 | Demetrious Johnson1                 |                                     |                    |                  | DU               |               |               |  |
|  | Ian McCall                          | Ian McCall                          | 3                                   |                    |                  |                  |               |               |  |
|  | Ian McCall                          | Ian McCall                          | 3                                   |                    |                  |                  |               |               |  |
|  |                                     |                                     |                                     |                    |                  |                  |               |               |  |

1 La pelea inicial de semifinales entre Johnson y McCall en UFC en FX 2 terminó en un empate. Johnson derrotó a McCall en la revancha en UFC en FX 3.

## Premios extra
Cada peleador recibió un bono de $50,000.
- Pelea de la Noche: Demetrious Johnson vs. Ian McCall
- KO de la Noche: Joseph Benavidez
- Sumisión de la Noche: Martin Kampmann